# Armeiskoje (Kaliningrad, Prawdinsk)
Armeiskoje (Армейское, deutsch Ackerau) war ein Ort in der russischen Oblast Kaliningrad (Gebiet Königsberg (Preußen)) im Bereich des Rajon Prawdinsk (Stadtkreis Friedland (Ostpreußen)) – bis 1945 als Ackerau ein Ort im Kreis Preußisch Eylau in Ostpreußen.

## Geographische Lage
Die Ortsstelle von Armeiskoje resp. Ackerau liegt im südlichen Westen der Oblast Kaliningrad, 23 Kilometer nordöstlich der früheren Kreisstadt Preußisch Eylau (russisch Bagrationowsk) bzw. 21 Kilometer nordwestlich der heutigen Rajonshauptstadt Prawdinsk (deutsch Friedland (Ostpreußen)).

## Geschichte
1379 wurde Ackerwa als Dorf mit einem großen Gut und einem späteren Waldhaus (erst ab 1850) gegründet und erst ab der Zeit vor 1785 Ackerau genannt. Sowohl als Gutsbezirk Ackerau als auch als Landgemeinde Ackerau wurde der Ort in den 1874 errichteten Amtsbezirk Blankenau (russisch Jerschowo) im ostpreußischen Kreis Preußisch Eylau integriert. Im Jahre 1910 zählte der Gutsbezirk Ackerau 125 und das Dorf 85 Einwohner.
Am 30. September 1928 schlossen sich die Landgemeinde Ackerau, der Gutsbezirk Ackerau und die Landgemeinde Groß Haferbeck (russisch Komarowo) zur neuen Landgemeinde Ackerau zusammen. Die Zahl der Einwohner der auf diese Weise neu formierten Gemeinde Ackerau beliefen sich im Jahre 1933 auf 371 und im Jahre 1939 auf 378.
In Kriegsfolge kam Ackerau 1945 mit dem gesamten nördlichen Ostpreußen zur Sowjetunion. Bis 1950 behielt der Ort seinen deutschen Namen, erst dann wurde er in „Armeiskoje“ umbenannt. 1947 wurde er in den Semjonowski selski Sowet (Dorfsowjet Semjonowo (Fuchsberg)) im Rajon Kaliningrad eingegliedert. Als dieser 1959 aufgelöst wurde, kam Armeiskoje zum Oserski selski Sowet (Dorfsowjet Oserki (Groß Lindenau)) im Rajon Gwardeisk (Tapiau). Ab 1965 gab es zunächst eine widersprüchliche Gesetzeslage im Blick auf die Zugehörigkeit zum Rajon Gwardeisk bzw. zum Rajon Prawdinsk (Friedland (Ostpreußen)). Zu letztem rechnet Armeiskoje heute als nunmehr untergegangener Ort in der Oblast Kaliningrad (Gebiet Königsberg (Preußen)) der Russischen Föderation.

## Religion
Bis 1945 war Ackerau mit seiner überwiegend evangelischen Bevölkerung in die Kirche Uderwangen (russisch Tschechowo) in der Kirchenprovinz Ostpreußen der Kirche der Altpreußischen Union eingepfarrt.

## Verkehr
Die Ortsstelle Armeiskoje resp. Ackerau liegt zwischen den Ortsstellen Jerschowo (Blankenau) und Semjonowo (Fuchsberg)an einer Nebenstraße, die bei Perealowo (Schwönau) von der Regionalstraße 27A-083 (ex A 196, frühere deutsche Reichsstraße 131) bis nach Komsomolsk (Löwenhagen) an der 27A-025 (ex R 508) führt. An der Ortsstelle endet eine von Tschechowo (Uderwaangen) kommende Nebenstraße.
Bis 1945 war Tschechowo die nächste Bahnstation. Sie lag an der Bahnstrecke Königsberg–Angerburg, die nicht mehr befahren wird.